# Bob and wheel
Le bob and wheel est une forme poétique que l'on trouve principalement en moyen anglais, et notamment dans le poème Sire Gauvain et le Chevalier vert.

## Définition
Le bob and wheel est un ensemble de cinq vers situés à la fin d'une strophe. Le premier, le bob, est très court : il ne porte qu'un accent, et ne compte généralement que deux pieds. Il vient généralement apporter une emphase supplémentaire au vers qu'il précède. Le bob est suivi de quatre vers, le wheel, qui portent trois accents chacun. Ils offrent un résumé de la strophe qui précède tout en annonçant la suivante.
Sire Gauvain et le Chevalier vert est un poème allitératif et les bob and wheel qu'il contient n'échappent pas à la règle, mais ils sont également rimés suivant un schéma ABABA.

## Exemple
On mony bonkkes ful brode Bretayn he settez

wyth wynne,

Where werre and wrake and wonder

Bi syþez hatz wont þerinne,

And oft boþe blysse and blunder

Ful skete hatz skyfted synne.
— Sire Gauvain et le Chevalier vert, v. 14-19